# Planodema andrei
Planodema andrei är en skalbaggsart som beskrevs av Gilmour 1956. Planodema andrei ingår i släktet Planodema och familjen långhorningar. Inga underarter finns listade i Catalogue of Life.